# Maria Mirska
Maria Mirska, de domo Laskowska, primo voto Kicińska (ur. 30 maja 1888 w Warszawie, zm. w styczniu 1945 tamże) – polska aktorka teatralna i filmowa. Grała na scenach teatrów w wielu miastach Polski (ówczesnego zaboru rosyjskiego) i Rosji. Po odzyskaniu niepodległości, w okresie dwudziestolecia międzywojennego, występowała w Warszawie i w innych polskich miastach. Podczas II wojny światowej występowała w teatrach okupowanej Warszawy.

## Życiorys
Imię Maria było jej prawdziwym imieniem, natomiast Mirska był to jej pseudonim artystyczny. Ukończyła gimnazjum St. Łapińskiej w Warszawie. W 1904 debiutowała w Zakopanem jako Maria Laskowska. W latach 1904–1905 występowała w Teatrze Polskim w Poznaniu. W kwietniu 1908 pod pseudonimem Maria Mirska zadebiutowała w Teatrze Rozmaitości w Warszawie, gdzie pozostała do 1915 roku. W tym czasie, 17 lipca 1913 wyszła za mąż za ziemianina Mieczysława Kicińskiego. W roku 1916 wyjechała do Moskwy, występowała w Teatrze Polskim, a potem w Kijowie. W 1919 powróciła do Teatru Rozmaitości w Warszawie, a od 1924 występowała na deskach Teatru Narodowego. Potem występowała gościnnie w teatrach w Łodzi (1920), Wilnie, Toruniu i Grudziądzu (1921). Od 1931 nie miała stałego engagement. W roku 1934 występowała w warszawskim teatrze Hollywood.
W czasie okupacji mieszkała w Warszawie i występowała w tzw. jawnych teatrach cenzurowanych przez władze okupacyjne. W latach 1941–1943 w Teatrze Komedia, a w 1944 roku w Teatrze Bohema.
Zmarła w styczniu 1945 roku.

## Role teatralne
- 1909 – Sen nocy letniej (William Shakespeare), reżyseria: Józef Śliwicki, Teatr Wielki, Warszawa – postać: Hipolita
- 1910 – Klątwa (Stanisław Wyspiański), reżyseria: Józef Śliwicki, Teatr Wielki, Warszawa – postać: Dziewka
- 1915 – Wesele (Stanisław Wyspiański) reżyseria: Juliusz Osterwa, teatr: Teatr Rozmaitości, Warszawa – postać: Marysia
- 1922 – Eros i Psyche (Jerzy Żuławski) reżyseria: Władysław Ryszkowski, Teatr im. Wojciecha Bogusławskiego, Warszawa – postać: Psyche
- 1924 – Wyzwolenie (Stanisław Wyspiański), reżyseria: Tadeusz Frenkiel, Teatr Narodowy, Warszawa – postać: Wróżka
- 1925 – Panna na wydaniu (Adam Kazimierz Czartoryski), reżyseria: Paweł Owerłło, Teatr Narodowy, Warszawa – postać: Helenka
- 1927 – Dziady (Adam Mickiewicz) reżyseria: Aleksander Zelwerowicz, Teatr Narodowy, Warszawa – postać: Pani RollisonStanisław Jaworski, Maria Mirska i Juliusz Łuszczewski w sztuce Łatwiej przejść wielbłądowi w Teatrze Komedia w Warszawie (maj 1942).

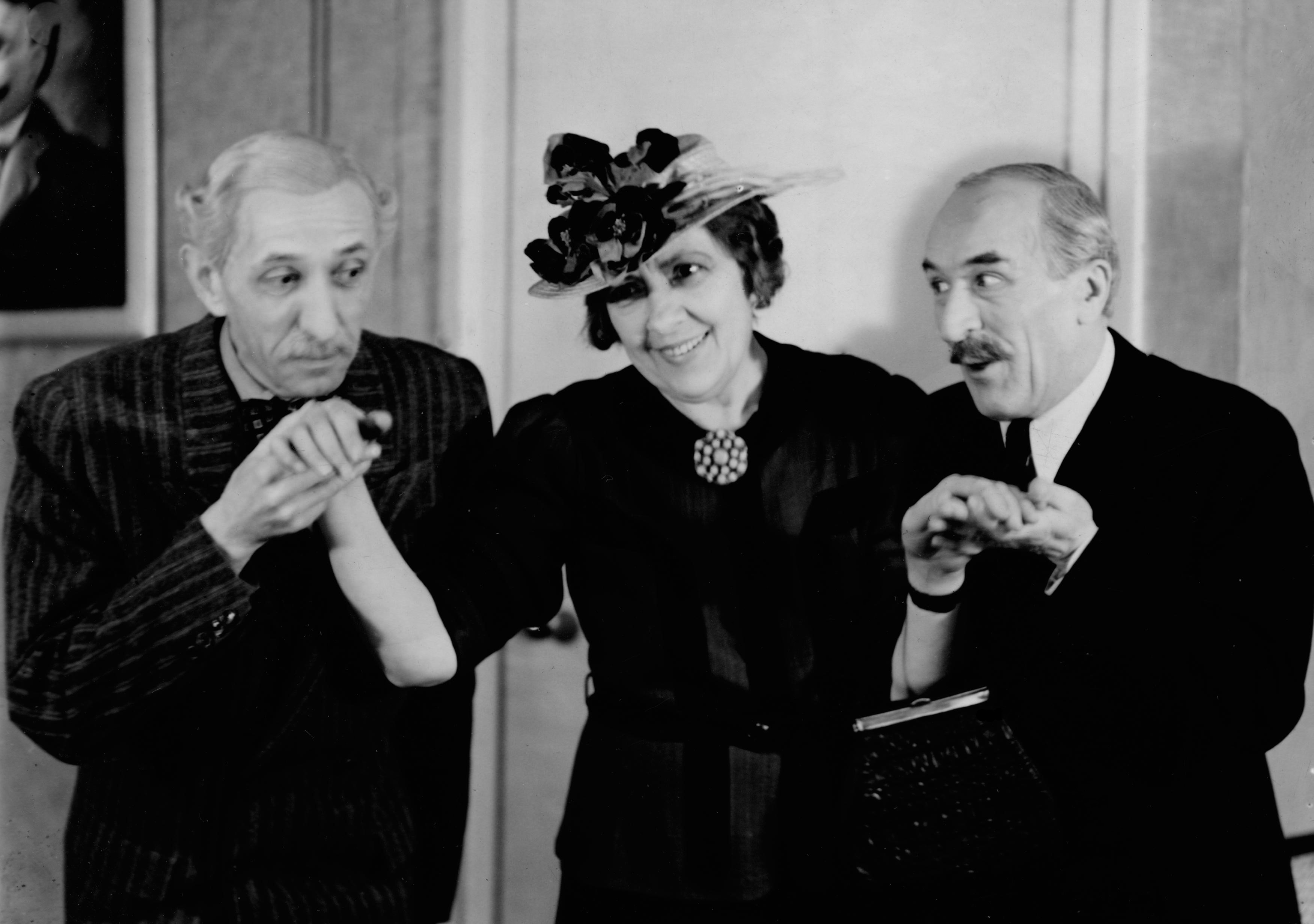
Stanisław Jaworski, Maria Mirska i Juliusz Łuszczewski w sztuce Łatwiej przejść wielbłądowi w Teatrze Komedia w Warszawie (maj 1942).

- 1928 – Kredowe koło (Klabund), reżyseria: Emil Chaberski, Teatr Letni, Warszawa
- 1932 – Tam od Odry... (Zofia Wóycicka-Chylewska), Teatr na Kredytowej, Warszawa
- 1944 – Żołnierz Królowej Madagaskaru (Julian Tuwim) reżyseria: Kazimierz Szubert, Teatr Bohema, Warszawa – postać: Pani Mącka

Źródło: Encyklopedia Teatru.

## Filmografia
- 1911 – Dzieje Grzechu (Ewa Pobratymska)
- 1911 – Sąd Boży (Jewdocha)
- 1912 – Krwawa Dola (Maria Rzepowa)
- 1915 – Zaczarowane koło
- 1917 – Topiel (Ludwika)

Źródło: Film Polski.

## Odznaczenia
- Medal Dziesięciolecia Odzyskanej Niepodległości[2]